# Bion 4
Bion 4 (Бион 4, en ruso), también conocido como Cosmos 936, fue el nombre de un satélite artificial soviético perteneciente a la serie de satélites Bion. Fue lanzado el 3 de agosto de 1977 desde el cosmódromo de Plesetsk mediante un cohete Soyuz y contó con participación de Estados Unidos, Checoslovaquia, Francia, Hungría, Polonia, Rumanía, Bulgaria y la República Democrática de Alemania. Regresó a la Tierra el 8 de octubre de 1977.

## Objetivos
La misión de Bion 4 consistió en realizar diversos estudios biológicos, continuación de los experimentos de la misión Bion 3. Llevaba dos centrifugadoras a bordo para poner a algunos especímenes en un entorno de gravedad artificial. Se intentó diferenciar, usando ratas, entre los efectos causados por el vuelo espacial en sí de los causados por estrés. También se estudiaron los efectos del vuelo sobre músculos y huesos, en la supervivencia de los eritrocitos y sobre el metabolismo de lípidos y carbohidratos y se llevó a cabo un experimento con ratas sobre los efectos de la radiación espacial en la retina. Uno de los instrumentos (sin parte biológica) estudió los parámetros físicos de los componentes de la radiación espacial. Se utilizadon moscas de la fruta en estudios genéticos y de envejecimiento. Se envió un conjunto de ratas de la especie Rattus norvegicus, con un peso medio de 215 gramos en el lanzamiento y 62 días de edad; veinte de las ratas experimentaron microgravedad y las otras diez fueron sometidas a la gravedad artificial de la centrifugadora.

## Características
Bion 4 estaba basada, como todas las naves de la serie Bion, en los satélites de reconocimiento Zenit. La misión duró 18,5 días y la cápsula fue recuperada a 51°53′ N y 61°30′ E, cerca de Kustanay.